# Clásico Arturo R. y Arturo Bullrich
El Clásico Arturo R. y Arturo Bullrich es una carrera clásica para yeguas fondistas que se disputa en el Hipódromo Argentino de Palermo, sobre 2000 metros de pista de arena y convoca a hembras de 3 años y más edad, a peso por edad. Está catalogado como un certamen de Grupo 2 en la escala internacional. 
Se realiza tradicionalmente en el mes de marzo.

## Últimas ganadoras del Bullrich
| Año  | Ganador       | País | Jockey               | País | Padre              | País | Madre              | País | Criador                     | Caballeriza           | Colores            |
| ---- | ------------- | ---- | -------------------- | ---- | ------------------ | ---- | ------------------ | ---- | --------------------------- | --------------------- | ------------------ |
| 2025 | Martana       |      | Martín Valle         |      | Fortify            |      | Marsigliese        |      | Haras Santa Inés            | Santa Inés            | Horse racing silks |
| 2024 | Olimpica Hit  |      | Lautaro Balmaceda    |      | Hit It A Bomb      |      | Olimpica Catch     |      | Haras Firmamento            | Felipe Camilo         |                    |
| 2023 | Super Shine   |      | Francisco Gonçalves  |      | Super Saver        |      | Sunshine Allie     |      | Haras Firmamento            | Firmamento            | Horse racing silks |
| 2022 | Henestrosa    |      | Eduardo Ortega Pavón |      | Treasure Beach     |      | Happy Queen        |      | Haras Pozo De Luna          | Haras Pozo De Luna    |                    |
| 2021 | Blue Stripe   |      | Eduardo Ortega Pavón |      | Equal Stripes      |      | Blues For Sale     |      | Haras La Manija             | Haras Pozo De Luna    |                    |
| 2020 | Cita Di Rio   |      | Francisco Gonçalves  |      | Equal Stripes      |      | Cittadinanza       |      | Sta. Elena                  | Sta. Elena            |                    |
| 2019 | Irisa         |      | Aníbal Cabrera       |      | Pure Prize         |      | Irwina             |      | Haras Carampangue           | La Manija             | Horse racing silks |
| 2018 | Star Austral  |      | Pablo Arenas         |      | Cosmic             |      | Special Agus       |      | Haras Arroyo de Luna        | Juan Martín           | Horse racing silks |
| 2017 | Furia Azteca  |      | Juan Cruz Villagra   |      | Zensational        |      | Five O'Clock Angie |      | Haras La Pasión             | Facundito             | Horse racing silks |
| 2016 | Kalithea      |      | Gustavo Calvente     |      | Exchange Rate      |      | Katherine's Halo   |      | Haras Santa Inés            | Santa Inés            | Horse racing silks |
| 2015 | Kalithea      |      | Gustavo Calvente     |      | Exchange Rate      |      | Katherine's Halo   |      | Haras Santa Inés            | Santa Inés            | Horse racing silks |
| 2014 | Always Ruler  |      | Juan Carlos Noriega  |      | Roman Ruler        |      | Candy Siempre      |      | Haras Melincué              | Melincué              | Horse racing silks |
| 2013 | Candy Marie   |      | Pablo Falero         |      | Pure Prize         |      | Candy of Mine      |      | Haras Santa María de Araras | Santa María de Araras | Horse racing silks |
| 2012 | Malibu Queen  |      | Walter Aguirre       |      | Bernstein          |      | Malinche           |      | Haras Santa María de Araras | Santa María de Araras | Horse racing silks |
| 2011 | Liz For Sale  |      | Altair Domingos      |      | Not For Sale       |      | Lu Toss            |      | Teresa Schuvaks             | Le Fragole            | Horse racing silks |
| 2010 | Foggy Stripes |      | Anselmo Zacarías     |      | Equal Stripes      |      | La Boira Baixa     |      | Haras L. y R.               | L. y R.               | Horse racing silks |
| 2009 | Ollagua       |      | Francisco Corrales   |      | Pure Prize         |      | Open Secrets       |      | Haras La Providencia        | La Providencia        | Horse racing silks |
| 2008 | Arriba Baby   |      | Juan Carlos Noriega  |      | Roy                |      | Allstar Baby       |      | Haras Vacación              | La Esperanza          | Horse racing silks |
| 2007 | Arriba Baby   |      | Jorge Valdivieso     |      | Roy                |      | Allstar Baby       |      | Haras Vacación              | La Esperanza          | Horse racing silks |
| 2006 | Beauty Roy    |      | Pablo Falero         |      | Roy                |      | Bellezza           |      | Haras Vacación              | Vacación              | Horse racing silks |
| 2005 | Beauty Roy    |      | Pablo Falero         |      | Roy                |      | Bellezza           |      | Haras Vacación              | Vacación              | Horse racing silks |
| 2004 | Cia Parade    |      | Edgardo Gramática    |      | Parade Marshal     |      | Capadocia          |      | Haras Firmamento            | Firmamento            | Horse racing silks |
| 2003 | Tanganyika    |      | Pablo Falero         |      | Intérprete         |      | Tierra Mora        |      | Haras El Paraíso            | Los Patrios           | Horse racing silks |
| 2002 | Forty Millera |      | Juan Carlos Noriega  |      | Roar               |      | Shy Mirada         |      | Haras La Biznaga            | La Rubí               | Horse racing silks |
| 2001 | Slew The Moon |      | Pablo Falero         |      | Kitwood            |      | Slew of Reasons    |      | Haras Vacación              | Vacación              | Horse racing silks |
| 2000 | Miss Mary     |      | Julio César Méndez   |      | Southern Halo      |      | Miss Peggy         |      | Haras La Quebrada           | Bonaventura           | Horse racing silks |
| 1999 | Bordelaise    |      | Edwin Talaverano     |      | Espacial           |      | Maconnaisse        |      | Haras Ojo de Agua           | Santa María de Araras | Horse racing silks |
| 1998 | Saragosse     |      | Julio César Méndez   |      | Political Ambition |      | Savoie             |      | Haras Vacación              | Vacación              | Horse racing silks |
| 1997 | La Soberbia   |      | Ricardo Ioselli      |      | Octante            |      | Extupenda          |      | Haras El Paraíso            | Los Patrios           | Horse racing silks |
| 1996 | Syzygy        |      | Oscar Conti          |      | Big Play           |      | Adja               |      | Haras Comalal               | Comalal               | Horse racing silks |
| 1995 | Romanza Mora  |      | Pablo Falero         |      | Zeus               |      | La Cineasta        |      | José Juri                   | Los Moros             | Horse racing silks |